# Проценко, Павел Григорьевич
Па́вел Григо́рьевич Проце́нко (18 декабря 1954, Луганская область, УССР, СССР) — советский диссидент, российский писатель и публицист.
Автор множества статей и публикаций на церковно-исторические и церковно-общественные темы. Опубликовал труды и архив подпольного епископа Варнавы (Беляева). Написал биографии киевского священника Анатолия Жураковского и подмосковной крестьянки Марфы Кондратьевой, погибших за веру в годы сталинских репрессий.

## Биография
Родился в 1954 году в Луганской области в семье преподавателей русской литературы и языка.
Дед, Проценко Павел Степанович (1903—1938), из крестьянской семьи Курской губернии. Участвовал в Гражданской войне, окончил московскую Военно-инженерную академию РККА. Служил в Ленинакане (начальник инженерной службы дивизии), расстрелян в 1938. Реабилитирован в 1957.
В 1966—1987 годы жил в Киеве. Работал в Киевской областной юношеской библиотеке.
В 1978 году окончил Литературный институт имени А. М. Горького.
Работал выпускающим в издательстве, а также сторожем, почтальоном, библиотекарем.
С 1977 года — участник сбора материалов для неофициального правозащитного бюллетеня «Хроника текущих событий».
В апреле 1977 пишет самиздатский текст «Пасха-77» с описанием встречи Пасхи во Владимирском соборе Киева: поведение спецслужб, не пускавших религиозную молодёжь в храм, и, наоборот, запускавших туда «организованных» хулиганов. Задержания в пасхальный вечер, картины потерянной в социалистическом обществе молодёжи и т. д.
В 1980 году после паломничества в село Великорецкое (Кировская область) опубликовал в эмигрантском «Вестнике РХД» описание преследований верующих, посещавших эти места.
Летом 1981 года задержан милицией в стенах полуразрушенного Преображенского храма во время посещения райцентра Дивеево Нижегородской (тогда Горьковской) области. Ненадолго помещён в КПЗ. В милиции был составлен протокол о нарушении «проведения молебна в неположенном месте». В сентябре из Совета по делам религий СССР в Киев пришло указание провести с ним профилактическую беседу.
В 1979—1986 годы принимал участие в деятельности благотворительного Фонда помощи политзаключённым А. И. Солженицына.
Со второй половины 1970-х начал сбор материалов по истории преследований Русской Православной Церкви в XX веке.
29 марта 1986 он был задержан на Киевском вокзале в Москве, куда приехал из Киева, и подвергнут обыску под предлогом поиска наркотиков. Наркотиков найдено не было, но были изъяты Библия, молитвенник, нательный крест и рукопись с описанием жизни православных в СССР и их преследований за веру. После обыска был освобождён. 4 июня 1986 года он был арестован на квартире монахини Серафимы.
«Дело» Проценко вела сводная следственная группа, в которую от КГБ СССР входил сотрудник УКГБ по Киеву капитан В. И. Дашко, под общим руководством следователя по особо важным делам В. К. Игнатьева. «Обвинительное заключение» составило 34 страницы.
«Вторая работа, которую они изъяли при аресте, была связана с биографией подпольного епископа Варнава Беляева. Как указали в обвинительном заключении, там 154 листа… Это набор черновиков, разных листочков, связанных с биографией подпольного епископа, который был арестован в 1933 году и умер в 1963-м. Формулировка статьи подводилась таким образом, что содержание текстов является клеветой на советский государственный строй. Соответственно, я изготавливал клевету на советский государственный строй и её публиковал. Причём публиковал в одном экземпляре, ведь черновик — это нечто эфемерное, но это трактовалось так, что это все равно предназначено по некоторым признакам для самого широкого распространения».
Осенью 1986 ряд известных советских писателей — А. Г. Битов, Е. А. Евтушенко, В. П. Астафьев, О. В. Волков, В. Л. Кондратьев, В. А. Каверин, Б. Ш. Окуджава, В. Д. Дудинцев, С. С. Аверинцев, А. Н. Стругацкий, В. А. Солоухин, Ю. М. Лощиц и др. — выступил в защиту Проценко. Некоторые (Битов, Евтушенко) написали отдельные письма в ЦК КПСС, другие подписали ряд общих писем.
18—19 ноября приговорён судом к трём годам лагерей общего режима по статье 187-I УК УССР («клевета на советский государственный и общественный строй»). В качестве обвинения ему было предъявлено авторство статей «О положении Русской православной церкви», а также распространение книг о. Иоанна Мейендорфа и А. Левитина-Краснова, а также подготовка жизнеописания епископа Варнавы — «Биографии епископа Варнавы» получившего в дальнейшем известность как пятитомник «Основы искусства святости. Опыт изложения православной аскетики» и книга «История одного побега», основанные на его архиве епископа Варнавы, который Проценко предоставила духовная дочь владыки — инокиня Серафима (В. В. Ловзанская; 1904—2000). В 1987 году во время перестройки был освобождён и полностью реабилитирован.
С 1988 года живёт в Ближнем Подмосковье в городе Электросталь.
В 1989—1991 годы выступил с рядом обращений к руководству СССР с требованием пересмотреть государственную политику в отношении Русской Православной Церкви.
В 1989 году выпускал информационные бюллетени в поддержку православных женщин, объявивших голодовку в городе Иваново, которые требовали возврата «Красного храма».
Во время многодневной голодовки православных женщин в Иваново, боровшихся за возвращение «Красного храма» (Введенской церкви), Проценко в своём заявлении для СМИ (24.3. 1989), в частности, подчеркнул: «В городе первых Советов прошла первая в СССР… демонстрация православных христиан… События в Иваново знаменательны тем, что разрушение свобод и попрание прав личности началось в нашей стране с унижения и уничтожения Церкви, поэтому восстановление достоинства человека, законности и культуры возможно только при возрождении свободной церковной жизни. …Животрепещуще важно для Церкви освободиться от пут контроля со стороны партруководства, КГБ, Совета по делам религий, чтобы получить возможность саморегулировать своё бытие и самоопределяться… Обществу, которое не стремиться искупить насилие, для которого не естественно возвратить пострадавшим несправедливо отнятое, которое смело лишь по указке сверху, — такому обществу не обрести достойной человека жизни».
В начале 1990-х стал заниматься устной историей и собирать рассказы свидетелей независимой церковной и общественной жизни России XX века.
В 1995 году выступил в качестве составителя и комментатора трудов епископа Варнавы «Основы искусства святости» в пяти томах (1995—2001). В 1999 году издал подготовленное на основе архива епископа Варнавы его жизнеописание под названием «В Небесный Иерусалим: История одного побега. Биография епископа Варнавы (Беляева)».
В 2003 году начал публиковать статьи в «Русском журнале» на тему современной религиозной литературы.
В 2009 году принял участие во II Международной научной конференции «История сталинизма: Репрессированная российская провинция», проходившей в Смоленском государственном университете, где выступил с докладом «Опыт сопротивления советскому тоталитаризму „человека Церкви“: от православного патриотизма к христианской демократии».
Научный редактор, автор послесловия и примечаний к изданной в 2006 году рукописи воспоминаний Д. Д. Гойченко (1903—1993), случайно обнаруженной в 1990-е годы в эмигрантском архиве в Сан-Франциско, где представлены свидетельства очевидца о проведении коллективизации на юге и юго-востоке Украины, а также Голодоморе 1933 года в Одессе, Киеве и Киевской области.
Консультант при подготовке III тома издания «Воспоминания соловецких узников (1923—1939)» из серии «Воспоминания соловецких узников».

## Отзывы
В работе, посвящённой проблемам современной практики канонизаций святых в РПЦ, политолог А. В. Макаркин выделил статью Проценко «Посмертная судьба новых мучеников», приведшую к неожиданным практическим результатам. Порой канонизации происходят без должного анализа и исследования биографии того или иного кандидата в святые. "В 2003 году известный церковный историк Павел Проценко обратил внимание на то, что именно по показаниям [епископа Василия Кинешемского, причисленного к лику исповедников] была арестована учительница и регент храма Ираида Тихова, так же сейчас причисленная к лику святых: «Если обществу будут явлены „иконы“ ложных святых, то тогда его ждёт тупик. Самый безвыходный из тупиков — духовный. Избежать этого можно лишь в соборном гласном труде, а если случаются ошибки, то и в честном их признании и исправлении». Реакции священноначалия на это заявление не последовало. Но в 2012 году произошли неожиданные события: из церковного календаря были изъяты имена тридцати шести святых… На православных форумах заговорили о возможной деканонизации…".
Филолог и литературовед М. Ю. Эдельштейн об особенностях творчества П. Г. Проценко: «Среди исследователей, занимающихся церковно-историческими штудиями, Павел Проценко едва ли не единственный, кто последовательно строит историю русской церкви XX столетия не по генералам, а по рядовым».
Историк Е. Б. Рашковский писал (в 2002-м) об особенностях творческого метода П. Г. Проценко: «[Его] исторические исследования — особого рода. В основном, они посвящены неофициальной духовной истории России в многострадальном XX столетии. И сама источниковая база трудов Проценко — не только и даже подчас не столько материалы государственных архивов или печатных изданий, сколько документы архивов личных, казалось бы случайно слагавшихся и чудом уцелевших за годы тоталитарной власти. Наряду с документальными свидетельствами, как правило, широко используются записи устных свидетельств доживших до нашего времени участников событий. Работу с документами П. Г. Проценко всегда дополняет общением с людьми — с прямыми очевидцами или с теми, кто несёт нам историческую информацию через целую цепочку людских опосредований. Так — путём огромных усилий историка — восстанавливается и отчасти возвращается нашему сознанию и нашему человеческому опыту „утраченное время“. Утраченное не только по самой природе необратимости времён… но и вследствие особой государственной политики насаждения исторического и духовного беспамятства». (Рашковский Евгений. Мир и человек: история равновеликих.)
Литературный критик журнала «Нового мира» В. А. Сендеров о книге «Цветочница Марфа»: «Эта книга была бы интересна и значительна, даже если бы её автор ограничился описанием такой судьбы [крестьянки и церковной старосты М. И. Кондратьевой]. Но замысел его шире… Автор вводит в книгу третье, главное, измерение — наше „сегодня“. И это неожиданно меняет кажущиеся ясными и исчерпывающими чёрно-белые оценки российской судьбы… Эпоху уничтожения сменила эпоха подмен… Великой православной державы больше не существует. И вряд ли стоит сегодня кощунственно и бездарно пародировать её. Унаследует ли хоть что-нибудь из её ценностей раскинувшаяся на святом месте новая русскоязычная страна? Ответ на этот вопрос мы вряд ли получим при жизни…. Лежащая перед нами книга — лепта, заметное приношение на алтарь живой памяти».
Известный писатель Павел Басинский о книге «Цветочница Марфа»; «Нельзя без слёз читать книгу Павла Проценко! Это живой кусок живой истории, написанный человеком, которому ослепительный свет истины не закрывает земных и, возможно, жалких, на чей-то взгляд, но лично для меня бесконечно трогательных деталей нашего национального бытия».
Писатель Марианна Ионова о книге П. Г. Проценко «К незакатному свету»: «Промыслительно? Удачно? Остановимся на слове „правильно“. Правильно, что именно сейчас вышла эта книга (я имею в виду не столько год, юбилейный, сколько годы). Книга в немалой мере о катакомбной церкви первых тридцати советских лет. Церкви людей, рискующих каждый день, готовых в любую минуту ответить за верность Истине и себе. Гонимой церкви…»
О той же книге Дмитрий Шеваров отметил в «Российской газете»: «Только сегодня фундаментальный труд Проценко… вышел в свет. Как оказалось — именно в тот момент, когда он более всего необходим и людям, и обществу, и Церкви — в момент трагического разлада между Россией и Украиной». Герой книги «священник Анатолий Жураковский был сыном и русской, и украинской культуры». Шеваров также замечает: "«Читая книгу Проценко, я вдруг подумал о том, что воскрешение жизненного пути одного человека талантливым и бережным словом сопоставима (в духовном смысле) с написанием „Братьев Карамазовых“».

## Сочинения
Книги
- Anatolij Zurakovskij. — Milano: La Casa di Matrona, 1999.
- В Небесный Иерусалим: История одного побега. Биография епископа Варнавы (Беляева). — Н.-Новгород: Изд-во «Братство во имя св. князя А. Невского», 1999. — 555 с. — ISBN 5-88213-037-9. — ISBN 5-88213-011-5.
  - В Небесный Иерусалим: История одного побега. Биография епископа Варнавы (Беляева). — Н. Новгород: Христианская библиотека, 2011. — ISBN 5-88213-091-3.
- Цветочница Марфа: Документальная повесть. — М.: Русский путь, 2002. — 280 с. — (5-85887-144-5). (О судьбе русской крестьянки, церковной старосты, погибшей в сталинском концлагере)
- К незакатному Свету. Анатолий Жураковский: пастырь, поэт, мученик, 1897-1937.  Москва–Киев–Беломорканал. — Москва: ЭКСМО; ПСТГУ, 2017. — 784, ил. с. — 2500 экз. — ISBN 978-5-7429-0486-1. — ISBN 978-5-7429-0494-6.

Статьи
- На развалинах дома. Наброски о разорителях // Русская идея и евреи: Роковой спор. Христианство. Антисемитизм. Национализм: сборник статей. — М. : Наука, 1994. — 245 с. — С. 138—157
- Перевёртыши: От автора Политиздата к «христианскому писателю» и обратно // Экспресс-хроника: еженедельник. — 13.09.1999. — № 33 (588). — С. 2.
- Миф об Истинной Церкви // Вестник русского христианского движения. — 1998. — № 179. — ISSN 0767-7294. (В сокращ. виде: Проценко П. Миф об «истинной церкви»: Кому нужна легенда о мощном «катакомбном» движении советских времён?. // «НГ-Религии». № 2 (25). 27.01.1999. — C. 6
- Священник Анатолий Жураковский: возрождение во время катастрофы // Синопсис: богослов’я, фiлософiя, культурологiя. — 2001. — № 4-5. — С. 373—411 (соавтор: И. Семененко-Басин)
- По дороге к свободе. Памяти Валерия Марченко // Вестник русского христианского движения. — 2002. — № 183. — С. 254—285. — ISSN 0767-7294.
- Посмертная судьба новых мучеников: К истории современных канонизаций: Епископ Василий (Преображенский, 1876-1945) // НГ-Религии. — 16.04.2003. — № 7.
- Халтура на крови // Русский журнал. — 08.07.2003. Архивировано из оригинала 18 января 2004 года.
- На переломе эпох // Русский журнал. — 24.07.2003. Архивировано из оригинала 18 января 2004 года.
  - На переломе эпох. О чём пытается рассказать современная церковно-народная литература? // Вестник русского христианского движения. 2004. — № 1 (187). — С. 283—293
- Бумажным кирпичом по... тоталитаризму // Русский журнал. — 21.08.2003. Архивировано из оригинала 18 января 2004 года.
- «Первый» Сахаров и его «физика» // Русский журнал. — 04.09.2003. Архивировано из оригинала 20 января 2004 года.
- Между светом и тьмой: муки самопознания // Русский журнал. — 18.09.2003. Архивировано из оригинала 4 января 2004 года.
- Переписка отчаявшихся: из европейской «пустыни» в «красную» Мекку // Русский журнал. — 29.09.2003. Архивировано из оригинала 9 октября 2003 года.
- Инквизиция добралась до презервативов: методы «нового атеизма» // Русский журнал. — 07.11.2003. Архивировано из оригинала 4 января 2004 года.
- Кто спасёт деревню: службист или деятель? // Русский журнал. — 09.01.2004. (копия)
- Думы горькие и бессильные // Русский журнал. — 15.03.2004. (копия)
- Ещё раз о «духах революции» // Русский журнал. — 22.03.2004.
- Урок вероотступника — мучение для историка // Русский журнал. — 20.04.2004.
- Политологам — от Берендея // Русский журнал. — 10.05.2004.
- Епископ — мистик и патриот // Посев: Общественно-политический журнал. 2004. — № 10. — С. 43—45.
- Отверженные и любящие: мироносицы в эпоху ГУЛАГа // Мироносицы в эпоху ГУЛАГа: сборник / сост. П. Г. Проценко. — 2-е изд., испр. и доп. — Нижний Новгород : Издательство «Христианская библиотека», 2004. — 616 с. — С. 10-108
  - Отверженные и любящие: мироносицы в эпоху ГУЛАГа // Русский журнал. — 02.02.2005.
- 10 лет спустя (послесловие составителя) // Мироносицы в эпоху ГУЛАГа: сборник / сост. П. Г. Проценко. — 2-е изд., испр. и доп. — Нижний Новгород : Издательство «Христианская библиотека», 2004. — 616 с. — С. 605—613
- В служении людям... // НГ-Религии. — 02.03.2005.
- Антология-недоразумение // Русский журнал. — 08.08.2005.
- Происхождение текста // Мироносицы в эпоху ГУЛАГа : 1918–1932 : Свидетельства. Мемуары / сост. П. Г. Проценко. — Н. Новгород: Изд-во Братства во имя св. Александра Невского, 2004. — С. 577—579.
- Имитация или живая жизнь // Вестник русского христианского движения. — 2004. — № 188 (2). — С. 284—292.
- Деревенская религиозность в России: к постановке проблемы // Вестник русского христианского движения. — 2005. — № 189 (1). — С. 169—188.
- Пронзительным путём добра. Часть 1 // Вестник русского христианского движения. — 2006. — № 190 (1).
- Пронзительным путём добра. Часть 2 // Вестник русского христианского движения. — 2006. — № 190 (2).
- Переписка отчаявшихся: из европейской «пустыни» в «красную» Мекку // Вестник русского христианского движения. — 2006. — № 191 (2). (копия)
- Командировка длиною в жизнь // Православное книжное обозрение. — 2007. — № 1.
- Лев Толстой как яблоко церковного раздора // НГ-Религии. — 19.11.2008.
- Гробокопатели на НТВ хоронят историю // Ежедневный журнал. — 02.05.2009.
- Путём майора Евсюкова: советские корни постсоветского произвола // Ежедневный журнал. — 25.05.2009.
- К истории нашей борьбы с «фашизмом» // Ежедневный журнал. — 14.06.2009.
- Смута на дорогах России // Ежедневный журнал. — 11.08.2009.
- Епископ «дядя Коля» против сталинского «рая» // Православие и мир. 04 ноября 2009
- Встреча на путях мечты = НГ Ex libris. - 2009. - N 46. - С. 4. // НГ-Религии. — 10.12.2009.
- Неравнодушный. Попытки беженца из СССР помочь невольникам за «железным занавесом» // Вестник русского христианского движения. — 2009. — № 194 (2).
- Неравнодушный. Часть 1. На востоке Европы // Вестник русского христианского движения. — 2010. — № 195. — С. 247—261.
- Неравнодушный. Часть 2. На Западе // Вестник русского христианского движения. — 2010. — № 195.
- Опыт сопротивления советскому тоталитаризму «человека Церкви» // Вестник русского христианского движения. — 2010. — № 196. — С. 132—147. (Доклад прочитан на международной конференции «История сталинизма: репрессированная российская провинция», прошедшей 9-11 сентября 2009 в Смоленске.) (копия 1, копия 2)
- Заметки о прошедшем лете // Милосердие.Ru. — 24.09.2010.
- Молодёжная политика на марше // Ежедневный журнал. — 24.11.2010.
- Дважды уничтоженные // Ежедневный журнал. — 05.11.2011.
- Мужик Марей для тандема: об одном отечественном мифе // Ежедневный журнал.
- Реакция страха // Ежедневный журнал. — 10.08.2011.
- Белый дом России, или Наутро после карнавала // Ежедневный журнал. — 19.08.2011.
- Во что верит будущий губернатор Петербурга? // Ежедневный журнал. — 30.08.2011.
- Россия Столыпина и РФ Путина: непересекающиеся миры // Ежедневный журнал. — 16.09.2011.
- Сказки после битвы: фильм «Жара» // Ежедневный журнал. — 31.10.2011.
- «С юга на север»: в направлении взрывоопасных проблем // Ежедневный журнал. — 04.11.2011.
- Победа в Лужниках и поражение в ЖЭКах: две стороны президентской кампании // Ежедневный журнал. — 27.02.2012.
- Депутат Геннадий Гудков или отец Владимир? // Ежедневный журнал. — 04.09.2012.
- «Один день Ивана Денисовича»: послание через полвека // Ежедневный журнал. — 23.11.2012.
- Новый порядок и новая интеллигенция // Ежедневный журнал. — 24.12.2012.
- Связанные смертью: конструктор Долматов и «проповедник» Лимонов // Ежедневный журнал. — 27.02.2013.
- Вертикаль в Подмосковье: навстречу выборам // Ежедневный журнал. — 26.07.2013.
- Страсти по отцу Павлу Адельгейму. Часть I: вопросы к следствию // Ежедневный журнал. — 20.08.2013.
- Страсти по о. Павлу Адельгейму. Часть II: вопросы к обществу // Ежедневный журнал. — 22.08.2013.
- Искателю слова правды // Кифа: издание Преображенского содружества малых православных братств. — 2013. — № 10 (164). — С. 5
- «Мы умеем создавать красоту для вас»: выбор Подмосковья // Ежедневный журнал. — 09.09.2013.
- Зловоние над Восточным Подмосковьем: политический аспект // Ежедневный журнал. — 11.11.2013.
- Уничтожение российского рынка. Во имя чего? // Ежедневный журнал. — 05.12.2013.
- Ценности Путина: консерватизм или советизм? // Ежедневный журнал. — 30.12.2013.
- За право дышать: граждане и власть в восточном Подмосковье // Ежедневный журнал. — 31.01.2014.
- Пройти через Майдан // Ежедневный журнал. — 18.02.2014.
- Майдан. День завтрашний // Ежедневный журнал. — 03.03.2014.
- «Украинский» враг московской бюрократии // Ежедневный журнал. — 17.04.2014.
- Киев под пыткой страхом // НГ-Религии. — 21.05.2014.
- Мистификатор: режиссёр Андрей Некрасов // Ежедневный журнал. — 11.06.2014.
- Мистификатор: режиссёр Андрей Некрасов (ч.2) // Ежедневный журнал. — 13.06.2014.
- Прощание на закате: похороны Валерия Сендерова // Ежедневный журнал. — 18.11.2014.
- Революционный эксперимент над Киевом // Независимая газета. — 19.03.2014.
- Гражданская война на Всеукраинском Соборе // Независимая газета. — 16.04.2014.
- Президент Обама и агент «Антонов» // Ежедневный журнал. — 18.03.2015.
- Киев под пыткой страха // Независимая газета — 21.05.2014
- «Дамские пальчики» КГБ и борьба за свободу // Ежедневный журнал. — 15.05.2015.
- Вергилий ада Соловецкого // Воспоминания соловецких узников: 1925—1930. [Т. 3]. 1925—1930 / отв. ред. иерей В. Умнягин. — Соловки : Издание Соловецкого монастыря, 2015. — 560 с. — С. 374—382
- Судьба семьи Урусовых — Раевских на фоне эпохи // «Вспоминай меня, глядя на небо…»: «Кремлёвское дело» и процессы 1930-х годов в судьбе семьи Урусовых — Раевских: Письма. Дневники. Документы / [вступ. ст. П. Г. Проценко]. — М.: Русский путь, 2016. — С. 5-47. ISBN 978-5-85887-472-0
- Киевское братство Иисуса Сладчайшего (1917—1930): момент возникновения — взгляд в истоки братского движения // Православные братства в истории России: к 100-летию воззвания патриарха Тихона об образовании духовных союзов: сборник научных трудов. Ч. 2 / Свято-Филаретовский православно-христианский институт, Преображенское Содружество малых православных братств, Храм Феодоровской иконы Божией Матери в память 300-летия дома Романовых. — М. : Культурно-просветительский фонд «Преображение», 2018. — 384 с. — С. 36-52

Составление и редакция
- Священник Анатолий Жураковский: Материалы к житию. — Париж: ИМКА-Пресс, 1984.
- Дар ученичества. — М.: Руссико, 1993.
- Тернистым путём к небу. — М.: Паломник, 1996.
- Мироносицы в эпоху ГУЛАГа. 1918—1932. Свидетельства. Мемуары. — Н. Новгород: Братство св. Александра Невского, 2004. — 607 с. — ISBN 5-88213-066-2.
- Мироносицы в эпоху ГУЛАГа. 1918—1953. Свидетельства. Мемуары. — 2-е изд., испр. и доп. — Н. Новгород: Изд-во «Христианская б-ка», 2015. — 616 с. — ISBN 978-5-905472-20-6.
- Гойченко Д. Д. Сквозь раскулачивание и Голодомор: Свидетельство очевидца / Предисл. Е. А. Зудилов. Науч. ред., послесл. и примеч. П. Г. Проценко. — М.: Русский путь, 2006. — 376 с. — ISBN 5-8588-7244-1. (копия книги), (предисловие и послесловие), (выдержки из предисловия и послесловия)
- Гойченко Д. Д. Красный апокалипсис: сквозь раскулачивание и голодомор. Мемуары свидетеля / Предисл. Евгения Сверстюка (на укр.яз.) Науч. ред., послесл. и примеч. П. Г. Проценко. — Киев: Изд-во «А-ба-ба-га-ла-ма-га», 2012. — 400 с. — ISBN 978-617-585-039-8.
- «Дядя Коля против…»: Записные книжки еп. Варнавы (Беляева). 1950—1960 / Сост., вступит. очерк и коммент. П. Г. Проценко. — Н.-Новгород: Изд-во «Христианская б-ка», 2010. — 864 с., ил. — ISBN 5-88213-084-0[36][37]
- Жураковский А. Е., свящ. «Мы должны все претерпеть ради Христа…». — М.: Православный Св.-Тихонов. гуманит. ун-т, 2008.

Интервью
- Слово должно быть действенным всегда (Фрагменты посвящённой сщмч. Анатолию Жураковскому встречи Свято-Павловского братства (г. Электросталь) с историком П. Г. Проценко) // Кифа. — 25.03.2007. — № 4(62).
- Тайный архиерей: Интервью Павла Проценко, лауреата всероссийского конкурса «Просвещение через книгу» о жизненном пути епископа Варнавы (Беляева) // Православное книжное обозрение. — 2012. — № 6 (019). — С. 64—67.
- Как советская система выхолащивала человеческое начало. Беседа Анны Голубицкой с правозащитником Павлом Проценко // Сайт Православная жизнь, 01.02.2017